# Vladimir Nikolov
Pour les articles homonymes, voir Nikolov.
Vladimir Nikolov (Владимир Николов) est un joueur bulgare de volley-ball né le 3 octobre 1977 à Sofia. Il mesure 2,00 m et joue attaquant. Il totalise 140 sélections en équipe de Bulgarie. En 2016, il décide de mettre fin à sa carrière de joueur et prend sa retraite sportive.
Il a été élu meilleur joueur d'Europe 2005 par la presse italienne. Lors des championnats d'Europe de 2015, il a reçu le prix du fair play.

## Clubs
| Club                | Pays     | De            | À             |
| ------------------- | -------- | ------------- | ------------- |
| Levski Sofia        | Bulgarie | 1995-1996     | 2001-2002     |
| Erdemirspor Eregli  | Turquie  | 2002-2003     | 2002-2003     |
| Tours VB            | France   | 2003-2004     | 2005-2006     |
| Toray Arrows        | Japon    | 2006-2007     | 2006-2007     |
| Trentino Volley     | Italie   | 2007-2008     | 2007-2008     |
| Piemonte Volley     | Italie   | 2008-2009     | 2010-2011     |
| Pallavolo Plaisance | Italie   | 2011-2012     | 2011-2012     |
| Galatasaray SK      | Turquie  | 2012-2013     | 2012-2013     |
| ASUL Lyon           | France   | 2013-2014     | 2015-2016     |
| Levski Sofia        | Bulgarie | Novembre 2018 | Décembre 2018 |

## Palmarès
- Ligue des Champions (1)
  - Vainqueur : 2005
- Coupe de la CEV (1)
  - Vainqueur : 2010
- Championnat d'Italie (2)
  - Vainqueur : 2008, 2010
- Championnat du Japon
  - Finaliste : 2007
- Championnat de France (1)
  - Vainqueur : 2004
  - Finaliste : 2005
- Championnat de Bulgarie (5)
  - Vainqueur : 1997, 1999, 2000, 2001, 2002
- Coupe de France (2)
  - Vainqueur : 2005, 2006
- Coupe de Bulgarie (2)
  - Vainqueur : 2000, 2001
- Supercoupe de France (1)
  - Vainqueur : 2005
  - Perdant : 2004